# Diploglossus delasagra
Diploglossus delasagra là một loài thằn lằn trong họ Anguidae. Loài này được Cocteau mô tả khoa học đầu tiên năm 1838.